# 神栖市立神栖第一中学校
神栖市立神栖第一中学校（かみすしりつかみすだいいちちゅうがっこう）は茨城県神栖市にある公立中学校。

## 概要
神栖市の高浜、石神、芝崎、萩原、日川、横瀬、知手、柳堀、奥野谷、溝口、田畑、亀の甲団地、一貫野、横瀬団地の一部、知手団地の一部を学区とする中学校。近隣の軽野小学校、横瀬小学校からの進学先である。

## 沿革[3]
- 1947年（昭和22年）5月 - 新学制施行により、軽野村立軽野中学校創立。
- 1957年（昭和32年）9月 - 分校独立し、神栖第一中学校となる。
- 2005年（平成17年）8月 - 神栖町と波崎町が合併にし神栖市が誕生。これに伴い校名を神栖市立神栖第一中学校と改める。

## 著名な出身者
- 石神直哉（サッカー選手）
- 大塚正美（陸上競技選手・指導者）
- 保立沙織（競輪選手、ビーチバレーボール選手）